# ॷ
Cette page contient des caractères spéciaux ou non latins. S’ils s’affichent mal (▯, ?, etc.), consultez la page d’aide Unicode.
ॷ, transcrit ǖ et appelé oûe, est une voyelle de l’alphasyllabaire devanagari.

## Utilisation
Le oûe a été utilisé en cachemiri écrit en devanagari pour transcrire une voyelle fermée centrale non arrondie longue [ɨː].

## Représentations informatiques
| formes       | représentations | chaînes de caractères | points de code | descriptions                       |
| ------------ | --------------- | --------------------- | -------------- | ---------------------------------- |
| indépendante | ॷ               | ॷ                     | U+0977         | lettre devanagari oûe              |
| dépendante   | ◌ॗ               | ◌ॗ                     | U+0957         | diacritique voyelle devanagari oûe |